# Підгайне (Вишгородський район)
Підга́йне — село в Україні, у Іванківській селищній громаді Вишгородського району Київської області. Населення становить 349 осіб.
Колишня назва — Ханів.

## Історія
7 (20) листопада 1917 року, відповідно до Третього Універсалу Української Центральної Ради, увійшло до складу Української Народної Республіки.
11 листопада 1921 р. під час Листопадового рейду через Ханів проходила Подільська група (командувач Сергій Чорний) Армії Української Народної Республіки. Біля села група переправилася через річку Тетерів.
12 червня 2020 року, відповідно до розпорядження Кабінету Міністрів України № 715-р «Про визначення адміністративних центрів та затвердження територій територіальних громад Київської області», увійшло до складу Іванківської селищної територіальної громади.
19 липня 2020 року, в результаті адміністративно-територіальної реформи та ліквідації Іванківського району, село увійшло до складу новоутвореного Вишгородського району.
З кінця лютого до 1 квітня 2022 року під час російсько-української війни село було окуповане російськими військами.

## Відомі люди
- Сергієнко Іван Васильович — Герой Радянського Союзу.